# 日本の技能・サービスに関する資格一覧
日本の技能・サービスに関する資格一覧（にほんのぎのう・サービスにかんするしかくいちらん）は、日本国内で実施されている、技能・サービスに関する資格あるいは資格試験の名称を一覧としたものである。

## 国家資格
- 【職業能力開発促進法】
  - 技能士
- 【理容師法】
  - 理容師
  - 管理理容師
- 【美容師法】
  - 美容師
  - 管理美容師
- 【クリーニング業法】
  - クリーニング師
- 【海事代理士法】
  - 海事代理士
- 【海難審判法】
  - 海事補佐人
- 【水先法】
  - 水先人
- 【港則法】
  - 専従警戒要員
  - 警戒業務管理者
- 【通訳案内士法】
  - 通訳案内士
- 【旅行業法】
  - 旅行業務取扱管理者
- 【気象業務法】
  - 気象予報士
- 【中小企業支援法】
  - 中小企業診断士
- 【貸金業の規制等に関する法律】
  - 貸金業務取扱主任者
- 【通関業法】
  - 通関士
- 【警備業法】
  - 機械警備業務管理者
  - 警備員指導教育責任者
  - 警備業務検定
- 【消費者安全法】
  - 消費生活相談員
- 【情報処理の促進に関する法律】
  - 情報処理安全確保支援士
  - 情報処理技術者試験

## 公的資格
- 証券外務員（日本証券業協会）
- 救命技能認定（消防本部）
- 販売士検定（日本商工会議所）
- 日商簿記検定（日本商工会議所）
- 日商マスター（日本商工会議所）

## 民間資格
- 技能審査[1]
  - 印刷営業士（全日本印刷工業組合連合会）
  - 圧入施工技士（全国圧入協会）
  - 葬祭ディレクター（葬祭ディレクター技能審査協会）
  - CADトレース技士（中央職業能力開発協会）
  - コンクリート等切断穿孔技士（ダイヤモンド工事業協同組合）
  - 箱根細工技能師（神奈川県）
  - 鎌倉彫技能師（神奈川県）
  - 村上木彫堆朱彫刻士（新潟県）
  - 井波木彫刻士（富山県）
- ビジネスマネジャー検定試験（東京商工会議所）
- 段取り力検定（大阪商工会議所）
- 実用英語技能検定（日本英語検定協会）
- 全経簿記能力検定（全国経理教育協会）
- 全商簿記実務検定（全国商業高等学校協会）
- 秘書技能検定試験（実務技能検定協会）
- サービス接遇検定（実務技能検定協会）
- サービス介助士（日本ケアフィット共育機構）
- 防災士（日本防災士機構）
- 個人情報保護士（全日本情報学習振興協会）
- 情報安全管理士（日本情報安全管理協会）
- 検索技術者検定（情報科学技術協会）
- テロ対策警備技能員（警備人材育成センター）
- 私服保安員検定（私服保安員協会）
- 警備員新任教育（全国警備業協会）
- セキュリティ・プランナー（全国警備業協会）
- セキュリティ・コンサルタント（全国警備業協会）
- 防犯装備士（日本防犯装備協会）
- 防犯設備士（日本防犯設備協会）
- 防犯診断士（日本防犯診断士協会）
- 洗車検定（日本自動車洗車協会）
- 胎教アドバイザー（日本胎教協会）
- 印刷生産士（全日本印刷工業組合連合会）
- 遊技機取扱主任者（日本遊技関連事業協会）
- FOSプロフェッショナルゴルフスクール指導者（職業技能振興会）
- FOSゴルフ指導者マスターライセンス（職業技能振興会）
- 障がい者ゴルフヘルパー（職業技能振興会）
- 内部管理責任者（日本証券業協会）
- 業務管理責任者（日本証券業協会）
- 営業責任者（日本証券業協会）
- セールスレップ資格認定（日本セールスレップ協会）
- 販路コーディネータ・BMアドバイザー（日本セールスレップ協会）
- 食品表示管理士検定（全国スーパーマーケット協会）
- スーパーマーケット検定（全国スーパーマーケット協会）
- チェッカー技能検定（全国スーパーマーケット協会）
- CG-ARTS検定（画像情報教育振興協会）
- 清掃収納マイスター（日本清掃収納協会）
- 清掃マイスター（日本清掃収納協会）
- 片づけ収納マイスター（日本清掃収納協会）
- 認定保険代理士（日本損害保険代理業協会）